# Clara Clayton
Pour les articles homonymes, voir Clayton.
Clara Clayton Brown est un personnage de fiction créé par Robert Zemeckis et Bob Gale dans la trilogie Retour vers le futur.
Elle est la femme du personnage de fiction, le docteur Emmett Brown.
Elle est interprétée par Mary Steenburgen.

## Biographie fictive

### Origines et jeunesse[1]
Clara Clayton naquit le 25 octobre 1855 dans le New Jersey, de l'union de Martha et Daniel Clayton. Petite fille espiègle et curieuse, elle eut une révélation à l'âge de onze ans, alors qu'elle était clouée au lit après avoir contractée la diphtérie, quand son père lui offrit une lunette astronomique, qui pour elle fut le cadeau qui lui ouvrit un nouveau monde. Prise de passion pour l'astronomie, elle découvrit vite l'oeuvre de Jules Verne, dont par la suite elle attendait chaque nouvelle publication avec impatience.
De nature solitaire et introvertie, Clara ne comprenait pas les relations mondaines de son entourage. Son père lui présenta plusieurs jeunes hommes de bonne famille, sans succès. Plus tard, toujours célibataire, elle devint enseignante. Son père mourut en 1879 et sa mère en 1884, ne lui laissant qu'une modeste somme d'argent et une maison dans le New Jersey. Après avoir vécu quelque temps dans cette maison désormais vide, elle prit la décision d'aller vers l'Ouest, ayant entendu parler d'un poste d'enseignant à Hill Valley, où elle arriva finalement le 3 septembre 1885.

### Retour vers le futur 3(1990)
1885. Clara Clayton doit s'installer à Hill Valley en tant que nouvelle institutrice. Doc et Marty doivent aller la chercher à la gare. Ces derniers étant occupés à chercher comment retourner en 1985, ils oublient leur engagement. Décidée à regagner son logement situé hors de la ville toute seule, Clara prend une cariole tirée par des chevaux. Mais ces derniers s'emballent à cause d'un serpent sur la piste et Clara perd le contrôle alors qu'ils sont au galop. Alertés par ses cris, Doc et Marty, qui travaillaient non loin, volent à son secours. Doc parvient à l'attraper mais toutes ses affaires finissent dans le ravin… Clayton. En effet, en 1985 à l'époque de Marty, ce ravin s'appelle Clayton en raison d'une institutrice qui y serait morte en 1885. Ils ont donc changé le cours du temps, en provoquant un nouveau paradoxe temporel.
Doc et Marty raccompagnent Clara à son logement. Doc tombe immédiatement sous le charme. Il lui propose de réparer son télescope, abîmé par l'accident de cheval. Le lendemain, elle le lui apporte. Doc, très amoureux, l'invite au bal d'inauguration de l'horloge de l'hôtel de ville. Mais la soirée est perturbée par l'arrivée de Bufford Tannen qui veut descendre Doc en raison d'un différend financier de 80 dollars.
Bufford provoque alors en duel Marty, qui s'est interposé entre lui et le Doc. Par la suite, Marty dit qu'ils devront au plus vite repartir en 1985, pour éviter ce duel. Mais Doc n'est plus sûr de vouloir rentrer. Il veut rester auprès de Clara, avec qui il partage la même passion pour les sciences, décrites notamment par Jules Verne auquel ils font souvent référence.
Marty parvient cependant à convaincre Doc. Un soir, il se rend chez Clara pour lui raconter toute la vérité : il vient du futur, il a inventé une machine à voyager dans le temps et doit repartir dans son époque. Clara est désemparée et le traite de menteur. Elle se décide alors à quitter la ville.
Le lendemain, alors que Doc est dépité et noie son chagrin dans un bar depuis la veille, Clara prend le train. Un homme derrière elle parle de Doc. Elle se rend alors compte qu'elle est aussi amoureuse de lui. Elle fait arrêter le train et se rend en vitesse à l'atelier de Doc. Mais Doc est déjà parti avec Marty pour repartir en 1985. Dans l'atelier de Doc, Clara découvre une maquette de la machine et de l'expérience de Doc et Marty et comprend tout. Elle repart à cheval vers la ligne de chemin de fer où Doc et Marty tentent de pousser la DeLorean avec une locomotive. Elle parvient à monter dans la locomotive que Doc conduit. Marty étant déjà dans la voiture. Mais Clara perd l'équilibre et ne reste accrochée que par sa robe. Doc la remarque et la sauve grâce à l'hoverboard envoyé par Marty. Alors que la voiture atteint les 88 miles/heure, Marty repart seul dans le futur pendant que Doc et Clara s'éloignent lentement avec l'hoverboard.
Marty est bien arrivé en 1985 mais la DeLorean a été détruite. Après avoir retrouvé sa copine Jennifer, il retourne sur les lieux de l'accident. Il ne reste plus grand-chose de la voiture. Soudain, une triple explosion projette Marty et Jennifer. Ce sont en fait Doc, Clara, le chien Einstein et les 2 fils de Doc et Clara, Jules et Verne. Doc a reconstruit la locomotive et l'a transformé en machine à voyager dans le temps. Il explique qu'il va avec sa famille parcourir le temps. Il donne à Marty une photo d'eux deux prise en 1885. Puis il repart avec Clara et ses fils Jules et Verne.

## Famille
Mariée à Emmett Brown, elle a eu deux fils avec lui, Jules Erathosthenes Brown et Verne Newton Brown. Plus simplement appelés Jules et Verne, ils sont nommés ainsi en hommage à Jules Verne, que Clara et Emmett affectionnent.

## Œuvres où le personnage apparaît

### Films
- 1990 : Retour vers le futur 3 (Back to the Future Part III)

### Série animée
- 1991-1992 : Retour vers le futur (Back to the Future: The Animated Series, Bob Gale)

### Jeux vidéo
- 1991 : Back to the Future Part III

### Comics
- Bob Gale, Erik Burnham, John Barber, Retour vers le futur - Histoires inédites et chronologies alternatives, éditions Flamival, 2016.  (ISBN 979-10-96890-04-0)
- Bob Gale, John Barber, Retour vers le futur - Les énigmes du continuum, éditions Flamival, 2017, 144 p.  (ISBN 979-10-96890-03-3)
- Bob Gale, John Barber, Retour vers le futur - Histoires du train spatio-temporel, éditions Flamival, 2020.  (ISBN 979-10-96890-20-0)